# Polyosma longipetiolata
Polyosma longipetiolata är en tvåhjärtbladig växtart som beskrevs av Merrill. Polyosma longipetiolata ingår i släktet Polyosma och familjen Escalloniaceae. Inga underarter finns listade i Catalogue of Life.